# Unabhängige Mengensysteme
Unabhängige Mengensysteme werden in der Wahrscheinlichkeitstheorie, einem Teilgebiet der Mathematik betrachtet. Die Unabhängigkeit von Mengensystemen ist eine Verallgemeinerung der stochastischen Unabhängigkeit von Ereignissen und dient zur Definition der stochastischen Unabhängigkeit von Zufallsvariablen. Somit gehören unabhängige Mengensysteme zu den Grundbegriffen der Stochastik und sind ein Baustein für viele Voraussetzungen von wichtigen Sätzen der Statistik und Stochastik.

## Definition
Gegeben sei ein Wahrscheinlichkeitsraum {\displaystyle (\Omega ,{\mathcal {A}},P)}, das heißt eine σ-Algebra Fehler beim Parsen (SVG (MathML kann über ein Browser-Plugin aktiviert werden): Ungültige Antwort („Math extension cannot connect to Restbase.“) von Server „http://localhost:6011/de.wikipedia.org/v1/“:): {\displaystyle  \mathcal A \subseteq \mathcal{P}(\Omega)}
 auf der Grundmenge {\displaystyle \Omega }  und ein Wahrscheinlichkeitsmaß {\displaystyle P\colon {\mathcal {A}}\to [0;1]}.
Des Weiteren sei {\displaystyle I} eine beliebige Indexmenge und für jeden Index {\displaystyle i\in I} sei ein Mengensystem {\displaystyle {\mathcal {E}}_{i}\subseteq {\mathcal {A}}} gegeben.
Die Familie von Mengensystemen {\displaystyle ({\mathcal {E}}_{i})_{i\in I}} heißt nun genau dann unabhängig, wenn für jede endliche Teilmenge {\displaystyle J\subset I} und jede mögliche Wahl {\displaystyle (E_{j})_{j\in J}} von Ereignissen mit {\displaystyle \forall j\in J\colon E_{j}\in {\mathcal {E}}_{j}} diese Ereignisse stochastisch unabhängig sind, das heißt, falls jeweils gilt 
{\displaystyle P\left(\bigcap _{j\in J}E_{j}\right)=\prod _{j\in J}P(E_{j})}.

## Beispiele
- Ist {\displaystyle {\mathcal {E}}_{1}=\{A\}} und {\displaystyle {\mathcal {E}}_{2}=\{B\}}, so sind die Mengensysteme genau dann unabhängig, wenn die beiden Ereignisse {\displaystyle A} und {\displaystyle B} unabhängig sind. Es ist {\displaystyle I=\{1,2\}}, daher sind die Fälle {\displaystyle J=\{1\},J=\{2\}} und {\displaystyle J=I=\{1,2\}} zu überprüfen. Der Fall {\displaystyle J=\emptyset } ist trivial.

1. Ist {\displaystyle J=\{1\}}, so ist mit {\displaystyle E_{1}=A} immer {\displaystyle P\left(\bigcap _{j\in \{1\}}E_{j}\right)=P(A)=\prod _{j\in \{1\}}P(E_{j})}, da das Mengensystem einelementig ist. Die Aussage ist also immer wahr. Analog folgt der Fall {\displaystyle J=\{2\}}.
2. Ist {\displaystyle J=I=\{1,2\}}, so ist wieder unter der Ausnutzung der Einelementigkeit der Mengensysteme ({\displaystyle E_{1}=A,E_{2}=B})

{\displaystyle P(E_{1}\cap E_{2})=P(A\cap B)=P(A)P(B)=P(E_{1})P(E_{2})}
aufgrund der Unabhängigkeit von {\displaystyle A} und {\displaystyle B}.
- Ist allgemeiner {\displaystyle (A_{i})_{i\in I}} eine Familie von Ereignissen und definiert man die Familie von Mengensystemen als einelementige Mengensysteme durch {\displaystyle {\mathcal {E}}_{i}=\{A_{i}\}} für alle {\displaystyle i\in I}, so ist die Familie von Mengensystemen genau dann unabhängig, wenn die Familie von Ereignissen unabhängig ist. Diese Äquivalenz wird teilweise auch zur Definition der Unabhängigkeit von Ereignissen verwendet.
- Eine σ-Algebra {\displaystyle {\mathcal {O}}} auf einem Wahrscheinlichkeitsraum heißt P-triviale σ-Algebra, wenn für alle {\displaystyle A\in {\mathcal {O}}} entweder {\displaystyle P(A)=0} oder {\displaystyle P(A)=1} gilt. P-triviale σ-Algebren sind von jedem Mengensystem unabhängig. Denn ist {\displaystyle A\in {\mathcal {O}}} und {\displaystyle P(A)=0}, so ist {\displaystyle P(A\cap B)=0=P(A)\cdot P(B)} für beliebiges {\displaystyle B} aus einem weiteren Mengensystem {\displaystyle {\mathcal {M}}}. Ebenso gilt dann auch {\displaystyle P(A\cap B)=1\cdot P(B)}, wenn {\displaystyle P(A)=1} ist. Also sind {\displaystyle {\mathcal {O}}} und {\displaystyle {\mathcal {M}}} unabhängig.

## Eigenschaften
- Ist {\displaystyle (I_{k})_{k\in K}} eine disjunkte Zerlegung von {\displaystyle I} (das heißt, es ist {\displaystyle I_{k'}\cap I_{k^{*}}=\emptyset } für alle {\displaystyle k',k^{*}\in K,k'\neq k^{*}} und es ist {\displaystyle \bigcup _{k\in K}I_{k}=I}) und ist die Familie von Mengensystemen {\displaystyle ({\mathcal {E}}_{i})_{i\in I}} unabhängig, so ist die Familie von Mengensystemen definiert durch

{\displaystyle \left(\bigcup _{i\in I_{k}}{\mathcal {E}}_{i}\right)_{k\in K}}
unabhängig.
- Für endliches {\displaystyle I} gilt: Enthält jedes der Mengensysteme bereits die Obermenge {\displaystyle \Omega }, so sind sie genau dann unabhängig, wenn

{\displaystyle P\left(\bigcap _{i\in I}E_{i}\right)=\prod _{i\in I}P(E_{j})}
für alle {\displaystyle E_{i}\in {\mathcal {E}}_{i}}. Es genügt dann also, die definierende Gleichung nur für die gesamte Indexmenge zu überprüfen. Für {\displaystyle J\subset I} folgt die Gleichung dann automatisch, wenn man für {\displaystyle i\in I\setminus J} immer {\displaystyle E_{i}=\Omega } setzt.
- Ist für jedes {\displaystyle i\in I} das Mengensystem  {\displaystyle {\mathcal {E}}_{i}\cup \{\emptyset \}} ein durchschnittsstabiles Mengensystem, so ist {\displaystyle ({\mathcal {E}}_{i})_{i\in I}} genau dann unabhängig, wenn die erzeugten σ-Algebren {\displaystyle (\sigma ({\mathcal {E}}_{i}))_{i\in I}} unabhängig sind.

## Verwendung
Unabhängige Mengensysteme werden verwendet, um die Unabhängigkeit auf Zufallsvariablen zu übertragen. Seien ein Wahrscheinlichkeitsraum {\displaystyle (\Omega ,{\mathcal {A}},P)} und zwei Messräume {\displaystyle (\Omega _{1},{\mathcal {A}}_{1}),(\Omega _{2},{\mathcal {A}}_{2})} sowie zwei Zufallsvariablen {\displaystyle X_{1},X_{2}} von {\displaystyle \Omega } nach {\displaystyle \Omega _{1}} bzw. {\displaystyle \Omega _{2}} gegeben. Wenn die beiden von den Zufallsvariablen erzeugten Initial-σ-Algebren unabhängige Mengensysteme sind, dann heißen die Zufallsvariablen unabhängig. Dies kann auch auf Familien von Zufallsvariablen verallgemeinert werden.

## Unabhängigkeit von Zufallsvariablen und Mengensystemen
Im Rahmen des bedingten Erwartungswertes wird teilweise auch von der Unabhängigkeit einer Zufallsvariable {\displaystyle X} und eines Mengensystems {\displaystyle {\mathcal {E}}} gesprochen. Die Zufallsvariable und das Mengensystem heißen unabhängig, wenn das Mengensystem {\displaystyle {\mathcal {E}}} und die  Initial-σ-Algebra {\displaystyle \sigma (X)} der Zufallsvariable unabhängige Mengensysteme im obigen Sinn sind.

## Verallgemeinerung
Die Unabhängigkeit von σ-Algebren lässt sich mittels des bedingten Erwartungswertes zur bedingten Unabhängigkeit erweitern. Sie existiert auch für Zufallsvariablen.